# Cheironitis muelleri
Cheironitis muelleri là một loài bọ cánh cứng trong họ Bọ hung (Scarabaeidae).